# Rejon zielenodolski
Rejon zielenodolski (ros. Зеленодо́льский райо́н, tatar. Яшел Үзән районы) – rejon w należącej do Rosji autonomicznej republice Tatarstanu.
Rejon leży w północno-zachodniej części kraju, jego ośrodkiem administracyjnym jest miasto Zielenodolsk. Według danych na rok 2020 rejon zamieszkiwało 165 915 osób, a gęstość zaludnienia wyniosła 118,85 os./km2, z czego 124 533 osoby mieszkały na obszarach miejskich, a 41 382 na obszarach wiejskich.

## Geografia
Rejon zielenodolski graniczy z Republiką Czuwaszji (rejon kozłowski oraz urmarski) na zachodzie, Mari El (rejon wołżski) na północy, rejonem wysokogorskim na północnym-wschodzie, rejonem wierchnieusłońskim na południowym-wschodzie, rejonem kajbickim na południu i Kazaniem na wschodzie. Na terenie rejonu znajdują się ujścia rzek Swijagi (prawego dopływu Wołgi) i Sumki (lewego dopływu Wołgi).
Powierzchnia rejonu wynosi 1396 km2.